# レオカード
レオカードは、かつて西武鉄道が発売していたプリペイドカード。

## 歴史

### レオカード
- 1988年4月1日に、西武鉄道の自動券売機での切符購入ができる金券カードとして発売を開始した。
- 1000円、3000円、5000円のレオカードの3種類があった。5000円のレオカードは、金額が多いため利息的側面として、300円分多い5300円分使用できた。
- 1000円が4000系電車、3000円が6000系電車、5000円が特急5000系電車、1996年以降5000円は特急10000系電車の写真がカードに載っていた。
- 現在、初代のレオカードの発売は終了しているが、パスネットを導入していない多摩川線では、旧型のレオカードのみ自動券売機での切符の購入に使用できたが、2008年3月15日以降は券売機での使用ができなくなり、それ以降は払い戻されることとなる。

### SFレオカード
- 2000年10月14日に関東の私鉄・地下鉄で使用できるパスネット開始に伴い、パスネット並びに自動改札機対応のSFレオカードの発売を開始した。

## PASMO導入
2007年3月18日にパスネットとバス共通カードの導入事業者がJR東日本の「Suica」と相互利用するICカード「PASMO」が多摩川線を含めて導入され、それの引き換えとしてレオカードの発売を終了の方針(当分は発売継続)。しかし、導入後もしばらくの間はSFレオカードが使えるようになっている（多摩川線ではPASMO導入後も使用不可）。なお、2006年9月30日をもってカードの通信販売、オーダーメイドカードの製作、並びに記念カードの発行を終了している。
PASMOの普及に伴い2008年1月10日の終電をもってSFレオカードを含むパスネットカードの販売が導入全社局で終了し、2008年3月14日の終電をもってパスネットカードは自動改札機での利用ができなくなった。なお、残額のあるカードは同年3月15日以降無手数料での払い戻しや、PASMOへの残額の移行を行っていたほか、自動券売機での切符の購入や、自動精算機・有人改札での精算には引き続き利用できた（いずれの取り扱いとも多摩川線の各駅を除く）。その後、利用状況の減少・PASMOへの代替が進んだことに鑑み、パスネット対応のSFレオカードの券売機等での利用を2015年3月31日をもって終了すると共に、払い戻しの取り扱いを資金決済に関する法律に基づいて2018年1月31日をもって終了した。
また『SF』表記のない旧式のレオカードについても上記と同様に払戻の対象（多摩川線の各駅でも取り扱う）となるが、前述の通り、それ以降は券売機・精算機などでの使用ができなくなった。なおこの旧式レオカードにおいても、2018年1月31日をもって払い戻し受付を終了した。